# Jaskinia Lisia w Hajduczce
Jaskinia Lisia w Hajduczce – jaskinia we wsi Zaborze w województwie śląskim, w powiecie myszkowskim, w gminie Żarki. Znajduje się w wapiennej skale na szczycie wzniesienia Hajduczka, po północnej stronie drogi z Zaborza do Suliszowic. Pod względem geograficznym jest to obszar Wyżyny Częstochowskiej wchodzący w skład Wyżyny Krakowsko-Częstochowskiej.

## Opis obiektu
Skała z jaskinią wznosi się nad niewielką i zarastającą polanką. Są w niej dwie jaskinie: Jaskinia Lisia w Hajduczce i Schronisko w Zaborzu. Jaskinia Lisia w Hajduczce ma otwór u południowej podstawy skałki w zachodniej części wzniesienia. Znajduje się on pod dość szerokim, ale niskim okapem i jest ukryty w niewielkim zagłębieniu za kępą krzaków. We wschodniej części tego okapu jest niska i połączona z nim kieszeń. W dolnej części okapu jest wlot do bardzo ciasnego korytarza. W początkowej części ma on wymiary 0,5 × 0,3 m, dalej jest szerszy, ale nadal niski. Na jego drugim końcu jest drugi, ale niedostępny dla ludzi otwór. Cały korytarz jest zresztą dla ludzi praktycznie niedostępny; zarówno z powodu ciasnych rozmiarów, jak i zamieszkujących go lisów. Roznosi się intensywny zapach związany z ich obecnością, możliwe jest też pogryzienie przez lisy. Aby je wypłoszyć, właściciel terenu palił u otworu jaskini ogniska.

## Historia poznania i dokumentacji
Jaskinię odkryli członkowie Speleoklubu PTTK Częstochowa. W połowie lat 60. XX wieku przekopali oni się ze znanego wcześniej schroniska na przeciwległą stronę wzgórza. Odkryty obiekt nazwali „Jaskinią Kaczą”. W 1967 r. M. Bednarek wykonał plan jaskini. Później początkowe partie jaskini W. Kuczok wzmiankował jako rzekomo nowo odkrytą jaskinię, której nadał nazwę „Schronisko Kanał w Zaborzu”. Obecny plan jaskini wykonał J. Zygmunt w lipcu 2009 r. Wzorował się na planie M. Bednarka, dokonując jego uzupełnień.

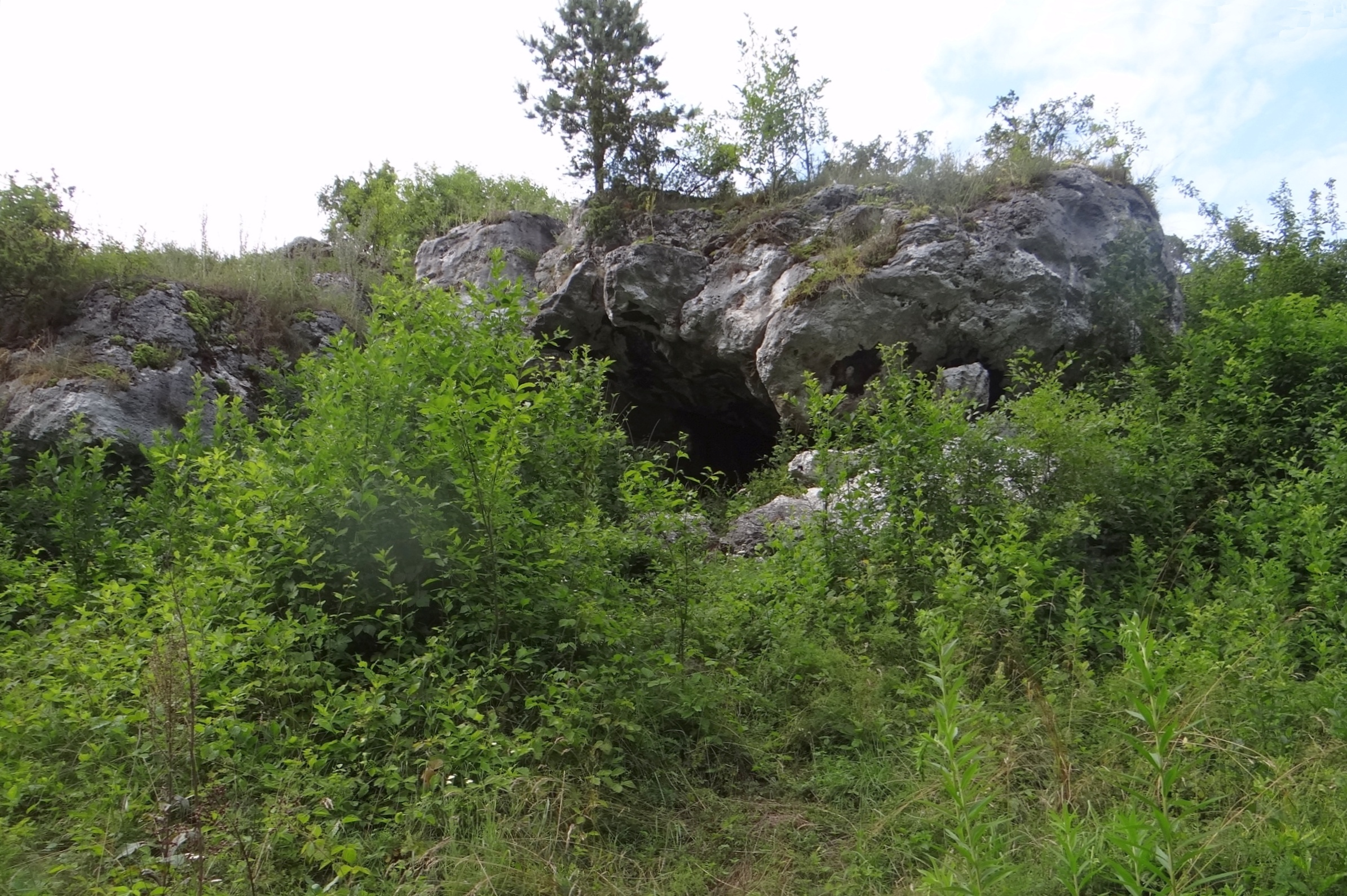
Skała na szczycie Hajduczki z widocznym otworem Schroniska w Zaborzu